# آنتال بولواری
آنتال بولواری (انگلیسی: Antal Bolvári; ۶ مه ۱۹۳۲ – ۸ ژانویهٔ ۲۰۱۹) بازیکن واترپلو اهل مجارستان بود.
وی در مسابقات کشوری و بین‌المللی در مجموع برندهٔ ۲ مدال طلا شده‌است.